# Lunático (caballo de carreras)
Lunático (Haras Ojo de Água, Buenos Aires, Argentina, 25 de septiembre de 1922 - Uruguay, ?) fue un caballo de carreras purasangre que se ha enraizado en la cultura rioplatense como el caballo de Carlos Gardel.
En 1925 Carlos Gardel, que era aficionado desde años atrás a las carreras de caballos, se empecinó, en contra de la recomendación de su amigo el preparador Francisco Maschio, en tener su propio caballo y fue así que en el Tattersall de Palermo compró al alazán tostado Lunático, que había nacido en el haras “Ojo de Agua” y se estaba reponiendo de un golpe ─lesión que retornó de tanto en tanto más adelante─, por la suma de cinco mil pesos, dos mil al contado y el resto a los resultados.
El "19 de abril" fue el primer stud del caballo, cuyos jockeys usaban chaquetilla naranja y verde a rayas horizontales, mangas y gorra verdes. Su primera carrera fue el 26 de abril de 1925 a 1200 metros, lo condujo Irineo Leguizamo y salió tercero, pagando el placé a $ 5,20. En la segunda presentación, del 21 de mayo, era favorito en la callera a 1500 metros de modo que cuando ganó por un pescuezo solamente pagó $ 2,65 y en la tercera del 11 de junio ─reservada para ganadores de 1 o 2 carreras─ fue segundo a medio pescuezo. Apenas 3 días después volvió a correr y de nuevo fue tercero, esta vez a tres cuerpos. El caballo sintió el esfuerzo y debió descansar unos 10 meses fuera de las carreras, volviendo a ellas recién al año siguiente. Cuando el 2 de mayo de 1926 volvió a las pistas ya estaba en el stud de Maschio, “El Yeruá”, con los colores oro viejo y gorra lila. En la carrera de ese día a 1700 metros fue tercero, dando un placé de $ 5,10. Ese año corrió en 11 oportunidades y obtuvo cinco primeros puestos y dos segundos puestos.
El 23 de mayo, en pista barrosa, ganó de atropellada guiado por Leguizamo la carrera de 1800 metros y pagó $ 8,65 a ganador; el 6 de junio, de nuevo en pista barrosa, ganó conducido por el uruguayo Justino Batista los 2.800 metros, pagando $ 5,65; el 20 de junio retornó Leguizamo como su jockey, ganó los 3.000 metros y pagó $ 4,75; el 18 de julio hubo nuevo triunfo, pagando $ 4,85; y el 11 de noviembre salió último, a seis cuerpos y medio. En 1927 corrió 18 carreras, con cuatro triunfos, dos segundos puestos y cuatro terceros, conducido por Leguisamo, Félix T. Rodríguez, José Canal, Emilio Ruiz, Carlos Ferragut y Pedro Costa, destacándose la que ganó el 20 de febrero, en 2800 metros de la mano de Leguisamo por 3/4 de cuerpo y pagando $ 31,70 a ganador y $ 10, 65 a placé. Su último triunfo fue el 25 de diciembre en 2800 metros, también con Leguisamo, y pagando $ 6,95. En 1928 hizo una única carrera sin éxito y el 9 de mayo de 1929 la última, tercero en los 2200 metros. Su performance total fue de 36 carreras, 10 triunfos, 6 segundos puestos, 8 terceros, 6 cuartos, 1 quinto y 1 sin figurar. En total ganó premios por $ 72.450. Luego pasó a reproductor, pero ninguno de sus descendientes se destacó.
Además de Lunático, Gardel tuvo los purasangre La Pastora, Amargura, Cancionero, Theresa, Explotó, Mocoroa, y Guitarrista, pero Lunático fue su preferido. En la grabación del tango "Leguisamo solo" Gardel dijo unas palabras sobre su caballo.
Luego de la trágica muerte de Gardel en 1935, fueran lanzadas la película El caballo del pueblo y el tango Lunático, que ya estaban listos. El grupo Gotan Project utilizó la evocación de 'Lunático' para un tema de su álbum homónimo, Lunático.